# لين لوي
لين لوي (بالإنجليزية: Lynn Lowe)‏ هو شخصية أعمال وفلاح وسياسي أمريكي، ولد في 4 أبريل 1936 بتيكساركانا في الولايات المتحدة، وتوفي في 14 أغسطس 2010 في نفس البلد. حزبياً، نشط في الحزب الجمهوري.